# Дом Снегирёва на Плющихе
Дом Снегирёва на Девичьем поле — особняк профессора В. Ф. Снегирёва, расположенный в Хамовниках по адресу: улица Плющиха, 62, строение 2.

## История
Ранее на этом месте находился дом надворного советника Н. А. Леонтьева. Существующий особняк был построен в 1893—1894 годах по заказу профессора медицинских наук Владимира Фёдоровича Снегирёва, одного из основоположников российской гинекологии.
Профессор решил поселиться рядом с Клиникой женских болезней Московского университета, руководителем которой он в то время являлся (в настоящий момент Клиника акушерства и гинекологии им. В. Ф. Снегирева при ММА им. И. В. Сеченова).

Архитектор проекта — Роман Клейн, — был выбран Снегирёвым по рекомендации мецената П. Г. Шелапутина. По описанию историка С. К. Романюка, усадьба спроектирована 
в романтических традициях европейского средневековья: острые верхи щипцовых крыш, башенки, балконы — ни дать ни взять, маленький замок.
Дом окружает небольшой сад с плодовыми деревьями.
В своей усадьбе В. Ф. Снегирёв прожил с 1895 по 1916 г., что отражено на мемориальной доске у входа в здание (скульптор В. М. Терзибашьян).

## Дальнейшая судьба
После Октябрьской революции дом был национализирован. По воспоминаниям старожилов, в до- и послевоенный период помещения бывшей усадьбы Снегирёва использовалась под жилой фонд. В советское время дом поочередно занимали различные административные учреждения. Среди местных жителей ходили слухи, что в доме находятся явочные квартиры сотрудников разведки.
В XXI веке бывший дом Снегирёва оказался в центре коррупционного скандала. Находясь в хозяйственном ведении ФГУП НПЦ «Гидробиос», в 2011 году он был продан частной фирме, то есть, фактически отчуждён из государственной собственности.
В марте 2018 дом-усадьба был продан на аукционе за 186,5 млн рублей. Победителем торгов стало АО «Новая высота».

## Современное состояние
Частично[уточнить] деревянный дом не используется с 2009 года. Осыпаются штукатурка и элементы лепного декора.
С марта 2014 находится на балансе Росимущества. В августе 2014 снесена историческая ограда по линии улицы. В феврале 2016 года пользователь или собственник все ещё не был определён.
Дом-усадьба находится[когда?]

 в запущенном состоянии проход к ней запрещён.
Усадьба имеет вид необитаемой. Покосившаяся калитка привязана к ограде толстой проволокой, окна первого этажа закрыты глухими металлическими ставнями, а над входной дверью висит камера наблюдения.
Агентство по ипотечному жилищному кредитованию (АИЖК) в июне 2017 г. объявило открытый аукцион по продаже памятника, первоначальная цена лота была установлена в размере 184,4 млн руб., в сентябре конкурс был признан несостоявшимся в связи с тем, что по окончании срока подачи заявок не было подано ни одной заявки на участие. В марте 2018 года дом был продан на аукционе за 186,5 млн рублей. По информации пресс-службы организатора торгов ДОМ.РФ (до марта 2018 г. — государственное Агентство ипотечного жилищного кредитования), победителем торгов стало АО «Новая высота». Итоговая стоимость превысила начальную более чем на 30 млн рублей.
Согласно предписанию о приведении памятника в надлежащий вид, компанией-собственником в 2019 году был представлен на согласование проект реконструкции дома. Разрешение на проведение реставрационных работ Департамент культурного наследия обещал выдать в апреле 2020 года.
В особняке ведётся научная реставрация. Завершение реставрационных работ запланировано на лето 2024 года.

## Выставка «Разрез»[15]

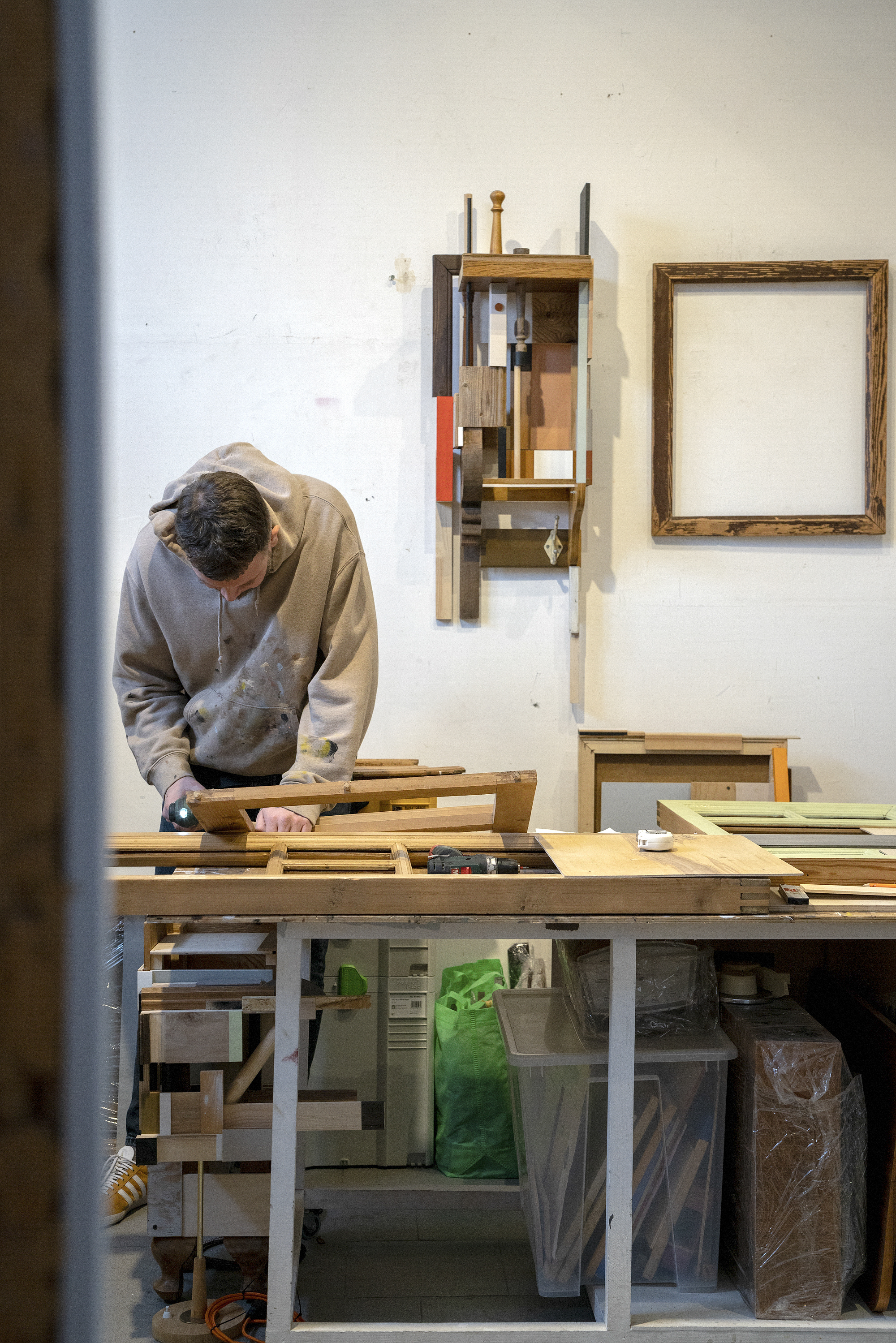
Художник Алексей Лука за работой

23 февраля 2022 года в фонде Ruarts открылась выставка «Разрез». В основу проекта легло историческое и культурное исследование памятника архитектуры федерального значения, усадьбы доктора медицины В. Ф. Снегирёва, построенной архитектором Романом Клейном. «Разрез» — первый совместный site-specific проект московских художников Алексея Луки и Матвея Шапиро.
Отправной точкой к созданию проекта стал объект культурного наследия федерального значения, построенный в неоготическом стиле одним из самых востребованных архитекторов конца XIX — начала XX века Романом Клейном в 1894 году. В настоящий момент[когда?]

 девелоперской компанией «UKLAD» в особняке ведётся научная реставрация.
Концепция проекта «Разрез» строится прежде всего на историческом и культурном исследовании особняка, реставрацию которого планируется завершить летом 2024 года.
Проект призван не только рассказать историю здания и его жильцов, но и сохранить часть архитектурных элементов, используя их как материал для создания объектов современного искусства. Все работы, специально созданные для проекта, объединяет идея открытия. В. Ф. Снегирёв, некогда владелец особняка, всю жизнь посвятил науке: он был первым врачом, определившим гинекологию как отдельное направление в медицине на территории России. Так, благодаря своим обитателям, особняк стал настоящим местом открытий, а теперь его история служит архивом, который изучают и актуализируют художники в своих работах.

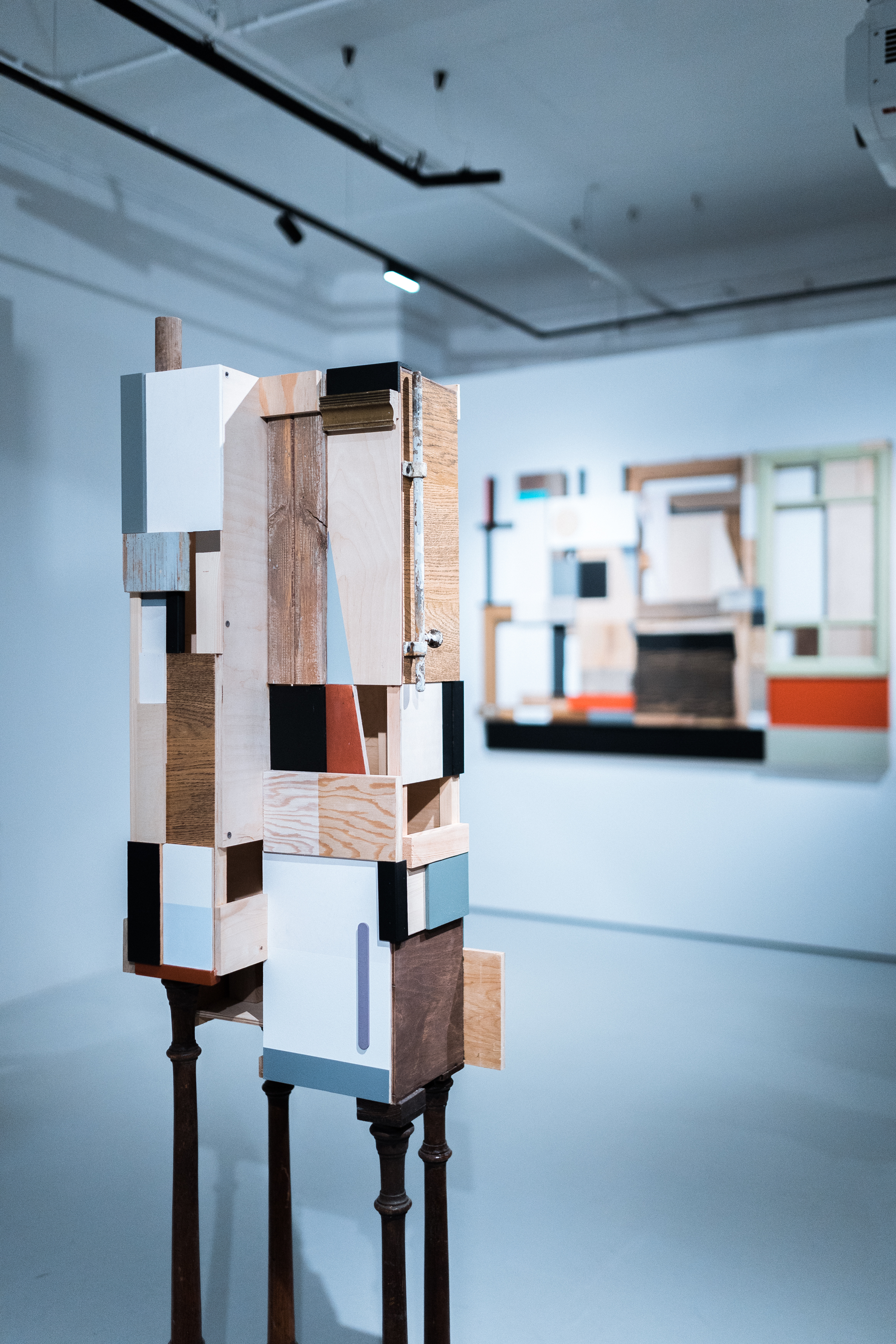
Фрагмент выставки «Разрез» в фонде Ruarts

В основе выставки лежат оригинальные архитектурные планы дома Снегирёва, именно они выстраивают систему координат. Экспозиция, используя прием тотальной site-specific инсталляции, расставляет акценты не только в сторону историко-архитектурных, но и бытовых взаимосвязей. Художники Алексей Лука и Матвей Шапиро применяют в своих работах предметы интерьера, безвозвратно утраченные для последующей реставрации, тем самым дают им новую жизнь в ином формате. Ручки, откосы, рамы, кровля, рейки, балясины — все послужило материалом для создания инсталляций. В рамках проекта будут представлены: графика, ассамбляжи, коллажи и скульптуры художников.
Главная цель проекта — привлечь внимание общественности к бережному восстановлению объекта культурного наследия. Демонстрация уникальных апсайклинг-арт объектов стирает очевидную грань между застройкой и работами, художники переносят многогранный образ здания в стены фонда.